# Mydas cingulatus
Mydas cingulatus är en tvåvingeart som beskrevs av Samuel Wendell Williston  1898. Mydas cingulatus ingår i släktet Mydas och familjen Mydidae.
Artens utbredningsområde är Paraguay. Inga underarter finns listade i Catalogue of Life.